# William Burck
William Burck (1848 - 1910) fue un botánico, pteridólogo y explorador neerlandés. Realizó exploraciones en Indonesia, y en Países Bajos.

## Honores

### Eponimia
Género
- (Sapotaceae) Burckella Pierre, 1890

Especie
- Cotylelobium burckii (F.Heim) F.Heim, 1892

- La abreviatura «Burck» se emplea para indicar a William Burck como autoridad en la descripción y clasificación científica de los vegetales.[3]

Realizó más de 230 identificaciones y clasificaciones de nuevas especies, especialmente de la familia Sapotaceae.